# Queen's Club Championships 2015 - Qualificazioni singolare
Le qualificazioni del singolare ai Queen's Club Championships 2015 sono state un torneo di tennis preliminare per accedere alla fase finale della manifestazione. I vincitori dell'ultimo turno sono entrati di diritto nel tabellone principale. In caso di ritiro di uno o più giocatori aventi diritto a questi sono subentrati i lucky loser, ossia i giocatori che hanno perso nell'ultimo turno ma che avevano una classifica più alta rispetto agli altri partecipanti che avevano comunque perso nel turno finale.

## Teste di serie
1. Simone Bolelli (qualificato)
2. Lu Yen-hsun (qualificato)
3. Tim Smyczek (primo turno)
4. Chung Hyeon (primo turno)

1. Steve Darcis (primo turno)
2. Marsel İlhan (primo turno)
3. Denis Istomin (ultimo turno)
4. Dušan Lajović (primo turno)

## Qualificati
1. Simone Bolelli
2. Lu Yen-hsun

1. Jared Donaldson
2. Paul-Henri Mathieu

## Tabellone

### Legenda
| - Q = Qualificato - WC = Wild card - LL = Lucky loser | - ALT = Alternate - SE = Special Exempt - PR = Protected Ranking | - w/o = Walkover - r = Ritirato - d = Squalificato |

### Sezione 1
|  | Primo turno | Primo turno            | Primo turno    | Primo turno | Primo turno |  |  | Ultimo turno | Ultimo turno           | Ultimo turno           | Ultimo turno | Ultimo turno |  |
|  |             |                        |                |             |             |  |  |              |                        |                        |              |              |  |
|  | 1           | Simone Bolelli         | Simone Bolelli | 6           | 7           |  |  |              |                        |                        |              |              |  |
|  |             | Lucas Pouille          | Lucas Pouille  | 3           | 6           |  |  | 1            | Simone Bolelli         | Simone Bolelli         | 7            | 6            |  |
|  | Alt         | Édouard Roger-Vasselin | 6              | 65          | 6           |  |  | Alt          | Édouard Roger-Vasselin | Édouard Roger-Vasselin | 64           | 3            |  |
|  | 8           | Dušan Lajović          | 4              | 7           | 3           |  |  |              |                        |                        |              |              |  |

### Sezione 2
|  | Primo turno | Primo turno   | Primo turno   | Primo turno | Primo turno |  |  | Ultimo turno | Ultimo turno  | Ultimo turno  | Ultimo turno | Ultimo turno |  |
|  |             |               |               |             |             |  |  |              |               |               |              |              |  |
|  | 2           | Lu Yen-hsun   | Lu Yen-hsun   | 6           | 6           |  |  |              |               |               |              |              |  |
|  |             | Luca Vanni    | Luca Vanni    | 2           | 3           |  |  | 2            | Lu Yen-hsun   | Lu Yen-hsun   | 7            | 7            |  |
|  |             | Gō Soeda      | Gō Soeda      | 6(1)        | 4           |  |  | 7            | Denis Istomin | Denis Istomin | 6            | 65           |  |
|  | 7           | Denis Istomin | Denis Istomin | 7           | 6           |  |  |              |               |               |              |              |  |

### Sezione 3
|  | Primo turno | Primo turno     | Primo turno  | Primo turno | Primo turno |  |  | Ultimo turno | Ultimo turno    | Ultimo turno    | Ultimo turno | Ultimo turno |  |
|  |             |                 |              |             |             |  |  |              |                 |                 |              |              |  |
|  | 3           | Tim Smyczek     | 5            | 6           | 3           |  |  |              |                 |                 |              |              |  |
|  | WC          | Jared Donaldson | 7            | 3           | 6           |  |  | WC           | Jared Donaldson | Jared Donaldson | 7            | 6            |  |
|  | Alt         | Tobias Kamke    | Tobias Kamke | 6           | 6           |  |  | Alt          | Tobias Kamke    | Tobias Kamke    | 5            | 3            |  |
|  | 6           | Marsel İlhan    | Marsel İlhan | 3           | 4           |  |  |              |                 |                 |              |              |  |

### Sezione 4
|  | Primo turno | Primo turno        | Primo turno | Primo turno | Primo turno |  |  | Ultimo turno | Ultimo turno       | Ultimo turno       | Ultimo turno | Ultimo turno |  |
|  |             |                    |             |             |             |  |  |              |                    |                    |              |              |  |
|  | 4           | Chung Hyeon        | 1           | 6           | 3           |  |  |              |                    |                    |              |              |  |
|  | WC          | Paul-Henri Mathieu | 6           | 3           | 6           |  |  | WC           | Paul-Henri Mathieu | Paul-Henri Mathieu | 6            | 6            |  |
|  | WC          | Brydan Klein       | 6           | 3           | 7           |  |  | WC           | Brydan Klein       | Brydan Klein       | 3            | 2            |  |
|  | 5           | Steve Darcis       | 4           | 6           | 67          |  |  |              |                    |                    |              |              |  |